# II. Filibert savoyai herceg
II. Savoyai Filibert (olaszul: Filiberto II di Savoia, franciául: Philibert II de Savoie), ismert ragadványnevén Szép Filibert (olaszul: Filiberto il Bello, franciául: Philibert le Beau; Pont-d’Ain, 1480. április 10. – Pont-d’Ain, 1504. szeptember 10.), a Savoyai-házból származó herceg, aki apját követvén Savoya uralkodó hercege, valamint Ciprus, Jeruzsálem és Örményország címzetes királya 1497-től 1504-es korai haláláig.

## Élete

### Származása
Filibert herceg édesapja II. Fülöp savoyai herceg (1438–1497) volt, I. Lajos savoyai herceg (1412–1465) és Lusignan Anna ciprusi királyi hercegnő (1418–1462) fia.
Édesanyja Bourbon Margit (1438–1483) francia királyi hercegnő volt, II. Fülöp első felesége, I. Károlynak, Bourbon hercegének (1401–1456) és Burgundiai Ágnesnek (1407–1476) leánya.
Filibert szüleinek első gyermekeként született. Egyetlen édestestvére (nővére) érte meg a felnőttkort:
- Savoyai Lujza (1476–1531), később I. (Orléans-i) Károly angoulême-i gróf (1459–1496) felesége, I. Ferenc francia király anyja, 1525–1529 között Franciaország régense.

Filibert herceg féltestvérei apjának második házasságából, melyet 1485-ben kötött Claudine de Brosse grófnővel (1450–1513), II. Jean de Brosse-nak, Penthièvre grófjának és Nicole de Châtillon-Blois-nak leányával:
- Károly (1486–1553), III. (Jó) Károly néven 1504–1553 között Savoya uralkodó hercege, aki Beatrix portugál infánsnőt, I. Mánuel portugál király leányát vette feleségül.
- Lajos (1488–1502), Ágoston-rendi szerzetes, a Nagy Szent Bernát-hágói ispotály prépostja,
- Fülöp (1490–1533), a suze-i Szent Jusztin (Saint-Juste) kolostor apátja, Genf grófja, Faucigny bárója, Nemours hercege,
- Absalom (Assolone) (*/† 1495), születésekor meghalt,
- János Amadé (Jean-Amédée) (*/† 1495), születésekor meghalt,
- Filiberta (1498–1524), aki 1515-ben (II.) Giuliano de’ Medicinek, Nemours hercegének (1479–1516) felesége lett.

Filibert herceg 1497-ben örökölte meg a savoyai hercegi koronát, amikor édesapja, II. Fülöp herceg – rövid, másfél éves uralkodás után – elhunyt.

### Házasságai
Filibert herceg kétszer nősült. Első felesége saját unokanővére, Savoyai Jolanda (1487–1499) volt, I. (Harcos) Károly savoyai herceg (1468–1490) és Monferratói Blanka márkinő (1472–1519) leánya, akit Filibert 1496. május 12-én vett feleségül. Az esküvő idején a vőlegény 15, a menyasszony 9 esztendős volt.
1499-ben megözvegyült, 1501-ben ismét megnősült. Második felesége Habsburg Margit osztrák főhercegnő (1480–1530) volt, I. Miksa német-római császár és I. Mária burgundi hercegnő leánya. Gyermek egyik házasságából sem született.

### Halála
Filibert herceg fiatalon, alig 24 évesen halt meg. A Notre-Dame de Brou kolostor templomában, Bourg-en-Bresse-ben temették el (ma: Ain megye, Franciaország). Mivel egyik házasságából sem származott utódja, trónját féltestvére, Savoyai Károly herceg (1486–1553) örökölte, III. Károly néven.
| II. Savoyai Filibert Savoyai-ház Született: 1480. április 10. Elhunyt: 1504. szeptember 10. |                                                          |                       |
|                                                                                             |                                                          |                       |
| Előző II. Fülöp                                                                             | Savoya hercege 1497. november 7. – 1504. szeptember. 10. | Következő III. Károly |